# Liste der Stolpersteine im Stuttgarter Stadtbezirk Weilimdorf
In der Liste der Stolpersteine im Stuttgarter Stadtbezirk Weilimdorf sind alle
14
Stolpersteine aufgeführt, die im Stuttgarter Stadtbezirk Weilimdorf im Rahmen des Projekts des Künstlers Gunter Demnig an insgesamt elf Terminen verlegt wurden. Auf Betreiben der Stuttgarter Stolperstein-Initiative Feuerbach/Weilimdorf wurde der erste Stolperstein in Weilimdorf am 20. Mai 2009 gesetzt, der bislang letzte im Oktober 2022.

## Stolpersteine in Weilimdorf
Die Tabelle ist teilweise sortierbar; die Grundsortierung erfolgt alphabetisch nach dem Verlegeort. Die Spalte Person, Inschrift wird nach dem Namen der Person alphabetisch sortiert.
| Bild | Person, Inschrift | Verlegeort                    | Verlege- datum | Information |
| --- | --- | ----------------------------- | -------------- | --- |
| | HIER WOHNTE LORE RUISINGER JG. 1939 EINGEWIESEN 16.10.1941 HEILANSTALT EICHBERG ´KINDERFACHABTEILUNG´ ERMORDET 21.4.1942                   | Dachtlerstraße 5 (Lage)       | 15. Sep. 2015  | Lore Ruisinger (* 20. Februar 1939; † 21. April 1942) war von Geburt an geistig behindert. Eine entsprechende Zwangsmeldung erging an das Gesundheitsamt in Stuttgart. Im Oktober 1941 kam sie dann im Rahmen der Kinder-Euthanasie in die „Kinderfachabteilung“ der Heilanstalt Eichberg bei Hattenheim im Rheingau. Dort wurde die dreijährige Lore Ruisinger am 21. April 1942 mit einem Medikament getötet. |
| | HIER WOHNTE GERTRUD WELLNER JG. 1915 EINGEWIESEN 1938 HEILANSTALT SCHWÄBISCH HALL 'VERLEGT' 10.3.1941 HADAMAR ERMORDET 13.3.1941 AKTION T4 | Drostestraße 6 (Lage)         | 15. Apr. 2013  | vgl. StN-Artikel |
| | ... ELISABETH LÖFFLER ... | Durlehaustraße 21 (Lage)      | 19. Okt. 2022  | |
| | HIER WOHNTE GUSTAV OSSWALD JG. 1870 EINGEWIESEN 4.8.1936 ´VERLEGT´ 11.6.1940 GRAFENECK ERMORDET 11.6.1940 ´AKTION T4´                      | Fehrbelliner Straße 57 (Lage) | 11. Juli 2018  | [ 4 ] |
| | ... EMMA SCHWAB ... | Glemsgaustraße 27 (Lage)      | 4. März 2022   | |
| Bild gesucht Die Wikipedia wünscht sich an dieser Stelle ein Bild vom Ort mit diesen Koordinaten 48.8161 9.125226 . Motiv: Goslarer Straße 95: der Stolperstein für Gottlieb Wurster, die Lage und das Haus Falls du dabei helfen möchtest, erklärt die Anleitung , wie das geht. BW | HIER WOHNTE GOTTLIEB WURSTER JG. 1877 [...]                                                                                                | Goslarer Straße 95 (Lage)     | 22. Nov. 2011  | Zu Gottlieb Wurster existiert eine Opferbiografie. |
| Bild gesucht Der Benutzer rolf_acker wünscht sich an dieser Stelle ein Bild vom Ort mit diesen Koordinaten 48.81619 9.111232 . Motiv: Stolperstein für Gotthilf Raith Falls du dabei helfen möchtest, erklärt die Anleitung , wie das geht. BW                                       | HIER WOHNTE GOTTHILF RAITH JG. [...] EINGEWIESEN 11.5.1931 HEILANSTALT GÖPPINGEN „VERLEGT“ 5.12.1940 ERMORDET IN GRAFENECK                 | Kimmichstraße 17 (Lage)       | 27. Okt. 2016  | |
| | HIER WOHNTE FRIEDERICKE SCHUMACHER GEB. HEHR JG. 1870 VERHAFTET 1942 GEFÄNGNIS SCHORNDORF TOT AN HAFTFOLGEN 1.1.1945                       | Lindenbachstraße 59 (Lage)    | 20. Mai 2009   | [ 1 ] |
| Bild gesucht Die Wikipedia wünscht sich an dieser Stelle ein Bild vom Ort mit diesen Koordinaten 48.813893 9.113653 . Motiv: Löwenmarkt 1: der Stolperstein für Katharine Staiger, die Lage und das Haus Falls du dabei helfen möchtest, erklärt die Anleitung , wie das geht. BW    | HIER WOHNTE KATHARINE STAIGER [...] | Löwen-Markt 1 (Lage)          | 28. Apr. 2017  | |
| | HIER WOHNTE HANS BÄUERLE JG. 1937 EINGEWIESEN 1941 HEILANSTALT EICHBERG ERMORDET 24.8.1941 KINDER-AKTION                                   | Pforzheimer Straße 333 (Lage) | 17. Mai 2014   | Zu Hans Bäuerle existiert eine Kurzbiografie. |
| | HIER WOHNTE HERMANN HILDINGER JG. 1888 EINGEWIESEN 1923 HEILANSTALT WINNENTAL 'VERLEGT' 3.6.1940 ERMORDET 3.6.1940 GRAFENECK AKTION T4     | Solitudestraße 283 (Lage)     | 22. Nov. 2011  | |
| | HIER WOHNTE SIGMUND LINDENFELD JG. 1884 DEPORTIERT 1941 RIGA ERMORDET 1.3.1942                                                             | Widdumhofstraße 34 (Lage)     | 30. Apr. 2010  | |
| HIER WOHNTE PAULA LINDENFELD GEB. STERN JG. 1886 DEPORTIERT 1941 RIGA ERMORDET 26.3.1942 | 30. Apr. 2010 | Widdumhofstraße 34 (Lage)     |                | |
| HIER WOHNTE ADELE STERN JG. 1884 DEPORTIERT 1941 RIGA ERMORDET | 30. Apr. 2010 | Widdumhofstraße 34 (Lage)     |                | |